# Estació de Nesle (Somme)
L'estació de Nesle és una estació ferroviària situada al municipi francès de Nesle (al departament del Somme).
És servida pels trens del TER Picardie.
| Provinença | Estació anterior    | Línia        | Estació següent | Destinació    |
| ---------- | ------------------- | ------------ | --------------- | ------------- |
| Amiens     | Chaulnes            | TER Picardie | Ham             | Saint-Quentin |
| Amiens     | Curchy-Dreslincourt | TER Picardie | Ham             | Reims         |